# أندريا رومانو (سياسي)
أندريا رومانو هو صحفي ومؤرخ وسياسي إيطالي، ولد في 10 مايو 1967 في ليفورنو في إيطاليا. نشط حزبياً في الحزب الديمقراطي. وقد انتخب عضو مجلس النواب في الجمهورية الإيطالية ‏ (9 مارس 2018 – ) وانتخب عضو مجلس النواب في الجمهورية الإيطالية ‏ عن دائرة Tuscany (Chamber of Deputies constituency) ‏ وقد انضم خلال فترته النيابية ‏ (6 مارس 2013 – 22 مارس 2018) للكتلة البرلمانية الحزب الديمقراطي.